# Juravîci, Kiverți
Juravîci (în ucraineană Журавичі) este localitatea de reședință a comunei Juravîci din raionul Kiverți, regiunea Volînia, Ucraina.

## Demografie
Componența lingvistică a localității Juravîci
     Ucraineană (99,47%)
     Alte limbi (0,53%)
Conform recensământului din 2001, majoritatea populației localității Juravîci era vorbitoare de ucraineană (99,47%), existând în minoritate și vorbitori de alte limbi.